# 罗氏蝴蝶兰
罗氏蝴蝶兰（学名：Phalaenopsis lobbii）也称洛氏蝴蝶兰、罗比蝴蝶兰，一种分布于印度、尼泊尔、不丹、缅甸、老挝、越南及中国广西等地区的兰花，属于兰科蝴蝶兰属。种加词源自英国知名植物学家托马斯·洛布的姓氏。在中国属于国家二级重点保护野生植物。
2007年曾有报道在云南临沧发现罗氏蝴蝶兰分布，但2010年研究人员结合文献中的图版及标本进一步鉴定发现，该种为鉴定错误，实为麻栗坡蝴蝶兰（P．malipoensis），因而罗氏蝴蝶兰在广西的发现为中国首次记录。

## 形态特征
罗氏蝴蝶兰茎短，叶片椭圆形，为青绿色，3～4片或更多，稍肉质长5～10cm，先端锐尖。花梗侧生于茎的基部，长可达30cm，不分枝或少有分枝；花白色，3～10朵不等。